# AZ in het seizoen 2010/11 (mannen)
In het seizoen 2010/11 kwam AZ uit in de Eredivisie. Ook deed AZ dit seizoen mee in de toernooien om de KNVB beker en de UEFA Europa League.
Na een slechte start van de competitie (drie punten uit de eerste vijf wedstrijden), wist AZ uiteindelijk toch vierde te worden en werd de doelstelling om zich te kwalificeren voor Europees voetbal bereikt. Door deze vierde plaats kwam AZ in het seizoen 2011/12 uit in de derde voorronde van de Europa League. In de KNVB beker werd AZ in de achtste finale uitgeschakeld door Ajax. In de Europa League bereikte AZ (als groepshoofd) de groepsfase, maar werd zij hierin uitgeschakeld.
Dit seizoen was het eerste van het in juni gepresenteerde driejarenplan waarmee AZ gezond gemaakt dient te worden, na het faillissement van hoofdsponsor en eigenaar DSB Bank en DSB Beheer in oktober 2009. Ná seizoen 2012/13 moet AZ volgens plan geheel schuldenvrij zijn en weer op eigen benen kunnen staan.
Op 1 december 2010 werd AZ door de licentiecommissie van de KNVB ingedeeld in categorie 1. Clubs in deze categorie moesten een plan van aanpak opstellen en de begroting binnen drie jaar op orde hebben op straffe van bijvoorbeeld punten in mindering. De regerend landskampioen van 2009 vond dat het op basis van de begroting in categorie 2 had moeten worden ingedeeld, maar ging vergeefs tegen het besluit in beroep.
Over het seizoen 2009/10 behaalde AZ een winst van 5,9 miljoen euro. Deze extra opbrengsten kwamen voornamelijk uit de UEFA Champions League. "Alle aangekondigde transfers zijn gerealiseerd. AZ heeft een gezonde balans en nauwelijks schulden", liet de clubleiding weten. AZ had de pech dat de KNVB vasthield aan 1 juni als peildatum. Juist op die dag werden door de curator aandelen aan AZ overgedragen, waarmee de club kon aantonen dat het financieel gezien uit de gevarenzone was gekomen.
Op 8 december nam AZ maatregelen tegen Jonathas vanwege diens ongeoorloofde afwezigheid. De spits, die tot dan toe in elf competitiewedstrijden drie keer scoorde, vertrok op 8 november met permissie van de Alkmaarder club naar Brazilië om zijn zieke moeder bij te staan, maar hij bleef zonder contact op te nemen langer weg dan was afgesproken. AZ stuurde daarop scout José Fortes Rodriguez naar Zuid-Amerika om de 21-jarige aanvaller op te zoeken. Jonathas bekende zijn belang zwaarder te laten wegen dan dat van de club. AZ accepteerde het gedrag van de aanvaller niet en gaf hem een boete. Bovendien werd zijn salaris ingehouden over de periode waarin hij niet in Alkmaar was.

## Selectie

### Eerste Elftal
| No. |                     | Positie      | Naam                    | Mut. |  | No. |                     | Positie      | Naam                | Mut. |
| --- | ------------------- | ------------ | ----------------------- | ---- |  | --- | ------------------- | ------------ | ------------------- | ---- |
| 1   | Vlag van Australië  | Doelman      | Joey Didulica           |      |  | 23  | Vlag van Nederland  | Middenvelder | Nick van der Velden |      |
| 2   | Vlag van Nederland  | Verdediger   | Kew Jaliens             | uit  |  | 24  | Vlag van Nederland  | Verdediger   | Erik Schouten       |      |
| 3   | Vlag van Nederland  | Verdediger   | Dirk Marcellis          |      |  | 25  | Vlag van Finland    | Verdediger   | Niklas Moisander    |      |
| 4   | Vlag van Mexico     | Verdediger   | Héctor Moreno           |      |  | 26  | Vlag van Paraguay   | Middenvelder | Celso Ortíz         |      |
| 5   | Vlag van Nederland  | Verdediger   | Nick Viergever          |      |  | 27  | Vlag van Australië  | Middenvelder | Brett Holman        |      |
| 6   | Vlag van Nederland  | Middenvelder | David Mendes da Silva   | uit  |  | 28  | Vlag van België     | Verdediger   | Gill Swerts         | uit  |
| 6   | Vlag van Nederland  | Verdediger   | Etiënne Reijnen         | in   |  | 29  | Vlag van Italië     | Aanvaller    | Graziano Pellè      |      |
| 7   | Vlag van Nederland  | Middenvelder | Erik Falkenburg         |      |  | 30  | Vlag van Australië  | Middenvelder | James Holland       | uit  |
| 8   | Vlag van Nederland  | Middenvelder | Stijn Schaars           |      |  | 31  | Vlag van Brazilië   | Verdediger   | Rámon               |      |
| 9   | Vlag van Brazilië   | Aanvaller    | Jonathas                | uit  |  | 32  | Vlag van Nederland  | Verdediger   | Giliano Wijnaldum   |      |
| 10  | Vlag van Marokko    | Aanvaller    | Mounir El Hamdaoui      | uit  |  | 33  | Vlag van Nederland  | Verdediger   | Gijs Luirink        | uit  |
| 11  | Vlag van België     | Middenvelder | Maarten Martens         |      |  | 34  | Vlag van Costa Rica | Doelman      | Esteban Alvarado    |      |
| 14  | Vlag van Estland    | Verdediger   | Ragnar Klavan           |      |  | 35  | Vlag van Nederland  | Aanvaller    | Charlison Benschop  |      |
| 15  | Vlag van Denemarken | Verdediger   | Simon Poulsen           |      |  | 36  | Vlag van Nederland  | Middenvelder | Ali Messaoud        |      |
| 16  | Vlag van Zweden     | Middenvelder | Pontus Wernbloom        |      |  | 37  | Vlag van Nederland  | Doelman      | Hobie Verhulst      |      |
| 17  | Vlag van IJsland    | Aanvaller    | Jóhann Berg Guðmundsson |      |  | 38  | Vlag van Nederland  | Middenvelder | Adam Maher          |      |
| 18  | Vlag van België     | Aanvaller    | Mousa Dembélé           | uit  |  | 39  | Vlag van Nederland  | Aanvaller    | Mitchell te Vrede   |      |
| 19  | Vlag van IJsland    | Aanvaller    | Kolbeinn Sigþórsson     |      |  | 40  | Vlag van Nederland  | Middenvelder | Roland Alberg       |      |
| 20  | Vlag van Zweden     | Middenvelder | Rasmus Elm              |      |  | 41  | Vlag van Nederland  | Verdediger   | Toine van Huizen    | in   |
| 21  | Vlag van Nederland  | Doelman      | Erik Heijblok           |      |  | 50  | Vlag van Nederland  | Verdediger   | Milano Koenders     | uit  |
| 22  | Vlag van Argentinië | Doelman      | Sergio Romero           |      |  |     |                     |              |                     |      |

### Technische staf
| Voetbaltechnisch | Voetbaltechnisch             | Voetbaltechnisch | Teamverzorging     | Teamverzorging      | Teamverzorging |
| Naam             | Functie                      | Contract tot     | Naam               | Functie             | Contract tot   |
| ---------------- | ---------------------------- | ---------------- | ------------------ | ------------------- | -------------- |
| Earnest Stewart  | Directeur voetbalzaken       | onbepaald        | Piet Hartland      | Teammanager         | n.b.           |
| Gertjan Verbeek  | Hoofdtrainer                 | 2013             | Jan de Boer        | Verzorger/Masseur   | n.b.           |
| Martin Haar      | Assistent trainer            | 2014             | Joost van der Hoek | Clubarts            | n.b.           |
| Jan Nederburgh   | Assistent- en keeperstrainer | 2011             | Maarten Gozeling   | Hoofd Fysiotherapie | n.b.           |
| Jan Kluitenberg  | Fysieke Trainer              | 2011             | Johan de Haan      | Fysiotherapeut      | n.b.           |
| Kees Verver      | Videoanalist                 | n.b.             | Paul Reus          | Materiaalverzorger  | n.b.           |
| Michel Vonk      | Trainer/coach Jong AZ        | 2012             | Henk Hut           | Teammanager J. AZ   | n.b.           |

### A-Jeugd
| Nat.               | Pos. | Naam              |  | Nat.               | Pos. | Naam               |
| ------------------ | ---- | ----------------- |  | ------------------ | ---- | ------------------ |
| Vlag van Nederland | D    | Joey Potveer      |  | Vlag van Nederland | M    | Johan Kulhan       |
| Vlag van Nederland | D    | Wesley Zonneveld  |  | Vlag van Nederland | M    | Robert Klaasen     |
| Vlag van Nederland | V    | Jeffrey Ket       |  | Vlag van Nederland | M    | Thijs van Hofwegen |
| Vlag van Nederland | V    | Guido Moelee      |  | Vlag van Nederland | M    | Emre Bilgin        |
| Vlag van Nederland | V    | Daniel Zuiverloon |  | Vlag van Servië    | M    | Sead Mazreku       |
| Vlag van Indonesië | V    | Oliver Rifai      |  | Vlag van Nederland | A    | Fernando Lewis     |
| Vlag van Israël    | V    | Dar Omri Koren    |  | Vlag van Nederland | A    | Kevin Luckassen    |
| Vlag van Finland   | M    | Thomas Lam        |  | Vlag van Nederland | A    | Gino van Kessel    |

## Mutaties

### Aangetrokken
| No. | Nationaliteit | Naam               | Positie      | Oude club                     |
| --- | ------------- | ------------------ | ------------ | ----------------------------- |
| 3   | Nederland     | Dirk Marcellis     | Verdediger   | PSV                           |
| 5   | Nederland     | Nick Viergever     | Verdediger   | Sparta                        |
| 6   | Nederland     | Etiënne Reijnen*   | Verdediger   | FC Zwolle                     |
| 7   | Nederland     | Erik Falkenburg    | Middenvelder | Sparta                        |
| 33  | Nederland     | Gijs Luirink       | Verdediger   | RKC Waalwijk, was verhuurd    |
| 34  | Costa Rica    | Esteban Alvarado   | Doelman      | Deportivo Saprissa            |
| 35  | Nederland     | Charlison Benschop | Aanvaller    | RKC Waalwijk                  |
| 41  | Nederland     | Toine van Huizen*  | Verdediger   | Telstar, was verhuurd         |
| 50  | Nederland     | Milano Koenders    | Verdediger   | Sparta, was verhuurd          |
| 17  | Denemarken    | Morten Nielsen     | Aanvaller    | Landskrona BoIS, was verhuurd |

### Doorgestroomd uit de jeugdopleiding
| No. | Nationaliteit | Naam                 | Positie      |
| --- | ------------- | -------------------- | ------------ |
| 19  | IJsland       | Kolbeinn Sigthórsson | Aanvaller    |
| 24  | Nederland     | Erik Schouten        | Verdediger   |
| 32  | Nederland     | Giliano Wijnaldum    | Verdediger   |
| 36  | Nederland     | Ali Messaoud         | Middenvelder |
| 37  | Nederland     | Hobie Verhulst       | Doelman      |
| 38  | Nederland     | Adam Maher           | Middenvelder |
| 39  | Nederland     | Mitchell te Vrede    | Aanvaller    |
| 40  | Nederland     | Roland Alberg        | Middenvelder |
| 41  | Nederland     | Toine van Huizen     | Verdediger   |

### Verhuurd
| No. bij AZ | Nationaliteit | Naam               | Positie      | Verhuurd aan:     |
| ---------- | ------------- | ------------------ | ------------ | ----------------- |
| 28         | België        | Gill Swerts*       | Verdediger   | Feyenoord         |
| 30         | Australië     | James Holland*     | Middenvelder | Sparta Rotterdam  |
| 33         | Nederland     | Gijs Luirink*      | Verdediger   | SC Cambuur        |
| 50         | Nederland     | Milano Koenders    | Verdediger   | NAC Breda         |
| -          | Nederland     | Boy Waterman       | Doelman      | De Graafschap     |
| -          | Nederland     | Jeroen Tesselaar   | Verdediger   | Telstar           |
| -          | Nederland     | Furdjel Narsingh   | Aanvaller    | Telstar           |
| -          | Nederland     | Kevin Brands       | Aanvaller    | Telstar           |
| -          | Nederland     | Ilias Haddad       | Middenvelder | Telstar           |
| -          | Nederland     | Milan Hoek         | Middenvelder | Telstar           |
| -          | Nederland     | Mike Boelee        | Verdediger   | Telstar           |
| -          | Nederland     | Edwin Gyasi        | Aanvaller    | Telstar           |
| -          | Nederland     | Toine van Huizen   | Verdediger   | Telstar           |
| -          | Nederland     | Wouter de Vogel    | Aanvaller    | Telstar           |
| -          | Estland       | Marek Kaljumäe     | Verdediger   | Telstar           |
| -          | Zweden        | Zlatan Kristanovic | Aanvaller    | Telstar           |
| -          | IJsland       | Ólafur Karl Finsen | Aanvaller    | Stjarnan Garðabær |

### Vertrokken
| No. bij AZ   | Nationaliteit | Naam                  | Positie      | Nieuwe club       | C. liep tot |
| ------------ | ------------- | --------------------- | ------------ | ----------------- | ----------- |
| 2            | Nederland     | Kew Jaliens*          | Verdediger   | Wisła Kraków      | 2012        |
| 6            | Nederland     | David Mendes da Silva | Middenvelder | Red Bull Salzburg | 2013        |
| 7            | Nederland     | Jeremain Lens         | Aanvaller    | PSV               | 2013        |
| 9            | Brazilië      | Jonathas*             | Aanvaller    | Brescia           | 2012        |
| 10           | Marokko       | Mounir El Hamdaoui    | Aanvaller    | Ajax              | 2012        |
| 18           | België        | Mousa Dembélé         | Aanvaller    | Fulham            | 2011        |
| jeugd        | Nederland     | Mohamed Madmar        | Middenvelder | Sparta Rotterdam  | n.b.        |
| jeugd        | Nederland     | Ben Rienstra          | Middenvelder | Heracles Almelo   | 2010        |
| was verhuurd | Denemarken    | Morten Nielsen        | Aanvaller    | FC Midtjylland    | 2011        |
| was verhuurd | Nederland     | Jordy Deckers         | Doelman      | vrije transfer    | 2010        |
| was verhuurd | Nederland     | Kemy Agustien         | Middenvelder | vrije transfer    | 2011        |
| was verhuurd | Nederland     | Gaston Salasiwa       | Middenvelder | vrije transfer    | 2011        |
| was verhuurd | Nederland     | Chevello de Rijp      | Aanvaller    | vrije transfer    | begin 2011  |
| was verhuurd | Nederland     | Kees Luijckx          | Middenvelder | NAC Breda         | 2010        |

* De transfer van deze speler vond plaats tijdens de winter transfer window, die op 1 januari 2011 inging.

## Wedstrijdverslagen

### Vriendschappelijk
| |                                  |        | | |
| 25 juni 2010 | VV Strijen                       | 2 - 8  | AZ | : Mendes da Silva, Jaliens |
| Gemeentelijk Sportpark Strijen, Strijen Voorbereiding seizoen 2010/11                                                                | Moerenhout 45' Koster 51'        |        | '21 El Hamdaoui '24 Wernbloom '27 Dembélé '63 Jonathas '72 Holland '77 Falkenburg '83 Jonathas '85 Falkenburg                                                                       | Opstelling AZ: Joey Didulica (46. Esteban); David Mendes da Silva (46. Gill Swerts), Dirk Marcellis (46. Kew Jaliens), Niklas Moisander (46. Erik Schouten), Nick Viergever (46. Johann Berg Gudmundsson); Rasmus Elm (46. Nick van der Velden), Pontus Wernbloom (46. James Holland), Mounir El Hamdaoui (46. Erik Falkenburg), Maarten Martens (46. Kolbeinn Sigthórsson); Moussa Dembélé (46. Charlison Benschop), Graziano Pellè (46. Jonathas)                               |
| Bijzonderheden: - Deze wedstrijd vond officieel nog plaats in het seizoen 2009/10, dat liep van 1 juli 2009 tot en met 30 juni 2010. |                                  |        | | |
| |                                  |        | | |
| 30 juni 2010 | vv Katwijk                       | 0 - 4  | AZ | : Jaliens, - |
| Sportpark De Krom, Katwijk Scheidsrechter: Van Wijk Voorbereiding seizoen 2010/11                                                    |                                  |        | '16 Elm '22 Mendes da Silva '87 Te Vrede '90 Van der Velden (pen.) | Opstelling AZ: Joey Didulica (46. Esteban); Dirk Marcellis (46. Gill Swerts), Kew Jaliens (46. Erik Schouten), Niklas Moisander (46. Ragnar Klavan), Nick Viergever (46. Giliano Wijnaldum); David Mendes da Silva (46. Pontus Wernbloom), Rasmus Elm (46. Nick van der Velden), Erik Falkenburg (46. Ali Messaoud), Maarten Martens (46. Roland Alberg); Graziano Pellè (46. Mitchell te Vrede), Mounir El Hamdaoui (46. Moussa Dembélé (64. Jonathas (71. Charlison Benschop))) |
| Bijzonderheden: - Deze wedstrijd vond officieel nog plaats in het seizoen 2009/10, dat liep van 1 juli 2009 tot en met 30 juni 2010. |                                  |        | | |
| |                                  |        | | |
| 4 juli 2010, 17:00 | UVV Albatross                    | 1 - 13 | AZ | : Jaliens, - |
| Sportpark De Stockakker, De Lutte Voorbereiding seizoen 2010/11                                                                      | Zuiderduin (pen.) 38'            |        | '10 El Hamdaoui '12 Jonathas '14 Elm '19 Martens '28 Van der Velden (pen.) '33 El Hamdaoui '45 El Hamdaoui '49 Messaoud '59 Messaoud '62 Alberg '63 Dembélé '79 Alberg '88 Messaoud | Opstelling AZ: Joey Didulica (46. Esteban); Dirk Marcellis (46. Gill Swerts), Kew Jaliens (46. Erik Schouten), Niklas Moisander (46. Ragnar Klavan), Giliano Wijnaldum (46. Nick Viergever), Rasmus Elm (46. Roland Alberg), Maarten Martens (46. Johann Berg Gudmundsson), Pontus Wernbloom (46. Ali Messaoud), Nick van der Velden (46. Charlison Benschop), Mounir El Hamdaoui (46. Moussa Dembélé), Jonathas (46. Graziano Pellè (62. Mitchell Te Vrede))                     |
| Bijzonderheden: |                                  |        | | |
| |                                  |        | | |
| 6 juli 2010, 18:30 | DOS '19                          | 0 - 11 | AZ | : Jaliens, - |
| Sportpark De Molendijk, Denekamp Scheidsrechter: Honig Voorbereiding seizoen 2010/11                                                 |                                  |        | '7 Jonathas '17 Wernbloom '19 Jonathas '30 Dembélé '35 El Hamdaoui '55 Messaoud '59 Falkenburg '70 Messaoud '78 Messaoud '84 Sigthórsson '88 Falkenburg                             | Opstelling AZ: Joey Didulica (46. Esteban), Dirk Marcellis (46. Gill Swerts), Kew Jaliens (46. Erik Schouten), Niklas Moisander (46. Ragnar Klavan), Nick Viergever (46. Giliano Wijnaldum, 77. Roland Alberg)), Rasmus Elm (46. Adam Maher), Maarten Martens (46. Nick van der Velden), Pontus Wernbloom (46. Erik Falkenburg), Moussa Dembélé (46. Ali Messaoud), Mounir El Hamdaoui (46. Kolbeinn Sigthórsson), Jonathas (46. Graziano Pellè)                                  |
| Bijzonderheden: |                                  |        | | |
| |                                  |        | | |
| 9 juli 2010, 19:00 | AZ                               | 1 - 0  | Red Bull Salzburg | : Jaliens, Moisander |
| AZ Stadion, Alkmaar 9.186 toeschouwers Scheidsrechter: Van Sichem Voorbereiding seizoen 2010/11                                      | Wernbloom 90' Wijnaldum          |        | Pokrivac | Opstelling AZ: Joey Didulica; Dirk Marcellis, Kew Jaliens (46. Ragnar Klavan), Niklas Moisander, Nick Viergever; Erik Falkenburg (46. Giliano Wijnaldum), Rasmus Elm (46. Nick van der Velden (66. Ali Messaoud)), Pontus Wernbloom, Maarten Martens (82. Adam Maher); Mounir El Hamdaoui (46. Jonathas); Moussa Dembélé (54. Charlison Benschop) |
| Bijzonderheden: - Afscheid van Mendes da Silva en Cziommer bij aanvang van deze wedstrijd.                                           |                                  |        | | |
| |                                  |        | | |
| 14 juli 2010, 19:00 | Fenerbahçe                       | 0 - 2  | AZ | : Jaliens |
| Südstadion, Keulen Voorbereiding seizoen 2010/11 Halve finale ETL Domcup                                                             |                                  |        | '52 Van der Velden '79 Gudmundsson | Opstelling AZ: Esteban (46. Hobie Verhulst), Dirk Marcellis (65. Gill Swerts), Kew Jaliens, Niklas Moisander (46. Ragnar Klavan), Nick Viergever (65. Giliano Wijnaldum), Rasmus Elm, Pontus Wernbloom (77. Ali Messaoud), Maarten Martens, Charlison Benschop (46. Nick van der Velden), Erik Falkenburg (46. Johann Berg Gudmundsson), Jonathas (65. Mitchell te Vrede) |
| Bijzonderheden: |                                  |        | | |
| |                                  |        | | |
| 17 juli 2010, 18:00 | RSC Anderlecht                   | 1 - 2  | AZ | : Jaliens, - |
| Südstadion, Keulen Scheidsrechter: Metzen Voorbereiding seizoen 2010/11 Finale ETL Domcup                                            | Chatelle 74' Deschacht Boussoufa |        | '16 Wernbloom '60 Sigthórsson Viergever Wernbloom | Opstelling AZ: Hobie Verhulst (46. Esteban); Dirk Marcellis, Kew Jaliens (62. Gill Swerts), Niklas Moisander (62. Giliano Wijnaldum), Nick Viergever (46. Ragnar Klavan); Erik Falkenburg (46. Nick van der Velden), Rasmus Elm (46. Celso Ortíz), Maarten Martens (83. Roland Alberg), Johann Berg Gudmundsson (46. Kolbeinn Sigthórsson); Pontus Wernbloom (72. Ali Messaoud), Charlison Benschop (72. Mitchell te Vrede)                                                       |
| Bijzonderheden: - Door deze overwinning pakt AZ de ETL Domcup.                                                                       |                                  |        | | |
| |                                  |        | | |
| 21 juli 2010 | Plymouth Argyle FC               | 0 - 1  | AZ | : Jaliens, - |
| -, Anna Paulowna Scheidsrechter: Winter Voorbereiding seizoen 2010/11                                                                | Mason 76' Fletcher               |        | '7 Van der Velden (pen.) | Opstelling AZ: Joey Didulica; Dirk Marcellis, Kew Jaliens (86. Kolbeinn Sigthórsson), Niklas Moisander, Nick Viergever (46. Ragnar Klavan); Nick van der Velden (46. Celso Ortíz), Rasmus Elm, Pontus Wernbloom (63. Erik Falkenburg), Maarten Martens (63. Johann Berg Gudmundsson); Charlison Benschop (63. Ali Messaoud), Jonathas (72. Mitchell te Vrede) |
| Bijzonderheden: |                                  |        | | |
| |                                  |        | | |
| 24 juli 2010, 19:00 | Gaziantepspor                    | 0 - 1  | AZ | : Jaliens, - |
| Sportpark De Adelaar, Ermelo Scheidsrechter: Braamhaar Voorbereiding seizoen 2010/11                                                 |                                  |        | '15 Martens | Opstelling AZ: Joey Didulica; Dirk Marcellis, Kew Jaliens (67. Héctor Moreno), Niklas Moisander, Ragnar Klavan (67. Nick Viergever); Rasmus Elm (80. Celso Ortíz), Nick van der Velden (46. Johann Berg Gudmundsson), Pontus Wernbloom (67. Brett Holman), Maarten Martens, Erik Falkenburg; Charlison Benschop (77. Roland Alberg) |
| Bijzonderheden: |                                  |        | | |
| |                                  |        | | |
| 11 januari 2011 | Ankaragücü                       | 1 - 2  | AZ | : Moisander, Jaliens |
| IC Santai Hotel, Belek Trainingskamp winter 2011                                                                                     | Keles 68'                        |        | '15 Martens '33 Martens | Opstelling AZ: Sergio Romero (46. Erik Heijblok); Dirk Marcellis (46. Toine van Huizen), Niklas Moisander (46. Kew Jaliens), Héctor Moreno (46. Erik Schouten), Simon Poulsen (46. Ragnar Klavan); Rasmus Elm (46. Adam Maher), Pontus Wernbloom (46. Erik Falkenburg), Nick Viergever (46. Celso Ortíz); Johann Berg Gudmundsson (46. Nick van der Velden), Kolbeinn Sigthórsson (46. Charlison Benschop), Maarten Martens (46. Roland Alberg)                                   |
| Bijzonderheden: |                                  |        | | |
| |                                  |        | | |
| 14 januari 2011 | Metaloerh Zaporizja              | 0 - 1  | AZ | : -, Schaars |
| IC Santai Hotel, Belek Trainingskamp winter 2011                                                                                     | Nesterov                         |        | '58 Sigthórsson Falkenburg | Opstelling AZ: Esteban (46. Sergio Romero); James Holland (46. Dirk Marcellis), Héctor Moreno (46. Kew Jaliens), Nick Viergever (46. Niklas Moisander), Simon Poulsen (46. Ragnar Klavan (68. Giliano Wijnaldum)), Celso Ortíz (46. Stijn Schaars), Adam Maher (46. Rasmus Elm), Pontus Wernbloom (46. Erik Falkenburg), Ali Messaoud (46. Maarten Martens), Johann Berg Gudmundsson (46. Charlison Benschop), Mitchell te Vrede (46. Kolbeinn Sigthórsson)                       |
| Bijzonderheden: |                                  |        | | |
| |                                  |        | | |

### Eredivisie
| | |       | | |
| zondag 8 augustus 2010, 16:30 | NAC Breda | 1 - 1 | AZ | : Jaliens |
| Rat Verlegh Stadion, Breda 18.000 toeschouwers Scheidsrechter: Tom van Sichem Speelronde 1 Eredivisie | Luijckx 52' Amoah 79' |       | '43 Moreno '58 Falkenburg '71 Wernbloom '78 Ortíz                                                                     | Opstelling AZ: Joey Didulica; Dirk Marcellis, Niklas Moisander, Héctor Moreno, Simon Poulsen; Pontus Wernbloom, Celso Ortíz, Maarten Martens; Brett Holman (72. Nick van der Velden), Erik Falkenburg (72. Kolbeinn Sigthórsson), Johann Berg Gudmundsson (89. Nick Viergever) |
| Bijzonderheden: - Falkenburg maakte zijn eerste doelpunt in dienst van AZ. | |       | | |
| | |       | | |
| zaterdag 14 augustus 2010, 19:45 | AZ | 1 - 1 | FC Groningen | : - |
| AFAS Stadion, Alkmaar 16.004 toeschouwers Scheidsrechter: Kevin Blom Speelronde 2 Eredivisie | Moisander 30' Martens 87' |       | '65 Tadić '76 Sparv                                                                                                   | Opstelling AZ: Joey Didulica; Dirk Marcellis, Niklas Moisander, Héctor Moreno, Ragnar Klavan; Pontus Wernbloom, Celso Ortíz (78. Nick van der Velden), Maarten Martens; Brett Holman, Erik Falkenburg (85. Kolbeinn Sigthórsson), Johann Berg Gudmundsson (68. Nick Viergever) |
| Bijzonderheden: - Voorafgaand aan deze wedstrijd werd bekend dat AFAS de nieuwe hoofd- en stadionsponsor van AZ zou zijn. Derhalve speelde AZ deze wedstrijd voor het eerst met AFAS Software op de borst. | |       | | |
| | |       | | |
| zondag 22 augustus 2010, 16:30 | PSV | 3 - 1 | AZ | : - |
| Philips Stadion, Eindhoven 33.200 toeschouwers Scheidsrechter: Eric Braamhaar Speelronde 3 Eredivisie | Marcus Berg 43' Stanislav Manolev 44' Marcus Berg 52' Ibrahim Afellay 90' Jeremain Lens 90'                                                                                       |       | '50 Erik Falkenburg '58 Maarten Martens '65 Héctor Moreno                                                             | Opstelling AZ: Joey Didulica; Dirk Marcellis, Niklas Moisander, Héctor Moreno, Ragnar Klavan; Pontus Wernbloom (72. Kolbeinn Sigthórsson), Stijn Schaars, Maarten Martens; Brett Holman, Erik Falkenburg (79. Jonathas), Johann Berg Gudmundsson                               |
| Bijzonderheden: | |       | | |
| | |       | | |
| zondag 29 augustus 2010, 16:30 | AZ | 1 - 1 | Excelsior | : - |
| AFAS Stadion, Alkmaar 15.949 toeschouwers Scheidsrechter: Ed Janssen Speelronde 4 Eredivisie | Kolbeinn Sigthórsson 76' |       | '25 Guyon Fernandez '36 Guyon Fernandez '87 Daan Bovenberg                                                            | Opstelling AZ: Joey Didulica; Dirk Marcellis, Niklas Moisander, Héctor Moreno, Ragnar Klavan (67. Kolbeinn Sigthórsson); Pontus Wernbloom (46. Rasmus Elm), Stijn Schaars, Maarten Martens; Brett Holman, Erik Falkenburg, Johann Berg Gudmundsson (46. Jonathas)              |
| Bijzonderheden: | |       | | |
| | |       | | |
| zaterdag 11 september 2010, 20:45 | AZ | 1 - 2 | Roda JC | : - |
| AFAS Stadion, Alkmaar 15.652 toeschouwers Scheidsrechter: Pol van Boekel Speelronde 5 Eredivisie | Rasmus Elm 27' Kew Jaliens 54' Kolbeinn Sigthórsson 88' |       | '6 Laurent Delorge '26 Pa-Modou Kah '36 Willem Janssen '52 Willem Janssen '84 Jimmy Hempte                            | Opstelling AZ: Joey Didulica; Dirk Marcellis, Kew Jaliens, Niklas Moisander, Ragnar Klavan; Pontus Wernbloom, Rasmus Elm, Maarten Martens; Johann Berg Gudmundsson (56. Nick van der Velden), Erik Falkenburg (64. Jonathas), Kolbeinn Sigthórsson                             |
| Bijzonderheden: | |       | | |
| | |       | | |
| zondag 19 september 2010, 14:30 | N.E.C. | 0 - 1 | AZ | : - |
| Goffertstadion, Nijmegen 12.150 toeschouwers Scheidsrechter: Reinold Wiedemeijer Speelronde 6 Eredivisie                                                                                                   | Ramon Zomer 85' |       | '38 Jonathas '69 Nick van der Velden '82 Rasmus Elm '84 Niklas Moisander                                              | Opstelling AZ: Sergio Romero; Dirk Marcellis, Niklas Moisander, Héctor Moreno, Ragnar Klavan; Pontus Wernbloom, Rasmus Elm, Stijn Schaars; Johann Berg Gudmundsson (46. Nick van der Velden), Jonathas (87. Erik Falkenburg), Kolbeinn Sigthórsson (81. Celso Ortíz)           |
| Bijzonderheden: | |       | | |
| | |       | | |
| zaterdag 25 september 2010, 19:45 | AZ | 1 - 0 | FC Utrecht | : - |
| AFAS Stadion, Alkmaar 16.090 toeschouwers Scheidsrechter: Bas Nijhuis Speelronde 7 Eredivisie | Rasmus Elm 43' Pontus Wernbloom 45' Dirk Marcellis 75' |       | '24 Nana Asare | Opstelling AZ: Sergio Romero; Dirk Marcellis (76. Gill Swerts), Niklas Moisander, Héctor Moreno, Ragnar Klavan; Pontus Wernbloom, Rasmus Elm, Stijn Schaars; Johann Berg Gudmundsson (90. Celso Ortíz), Jonathas (81. Erik Falkenburg), Kolbeinn Sigthórsson                   |
| Bijzonderheden: | |       | | |
| | |       | | |
| zondag 3 oktober 2010, 14:30 | AZ | 2 - 1 | Heracles Almelo | : - |
| AFAS Stadion, Alkmaar 15.869 toeschouwers Scheidsrechter: Jan Wegereef Speelronde 8 Eredivisie | Pontus Wernbloom 25' Kolbeinn Sigthórsson 43' Jonathas 88' Jonathas 88' |       | '2 Antoine van der Linden '41 Willie Overtoom '87 Kwame Quansah                                                       | Opstelling AZ: Sergio Romero; Dirk Marcellis, Niklas Moisander, Héctor Moreno (46. Kew Jaliens), Ragnar Klavan; Pontus Wernbloom, Rasmus Elm (71. Erik Falkenburg), Stijn Schaars; Kolbeinn Sigthórsson (46. Brett Holman), Jonathas, Johann Berg Gudmundsson                  |
| Bijzonderheden: | |       | | |
| | |       | | |
| zaterdag 16 oktober 2010, 19:45 | VVV-Venlo | 0 - 1 | AZ | : - |
| Stadion de Koel, Venlo 7.500 toeschouwers Scheidsrechter: Serge Gumienny Speelronde 9 Eredivisie | |       | '27 Niklas Moisander '60 Pontus Wernbloom '89 Graziano Pellè                                                          | Opstelling AZ: Sergio Romero; Dirk Marcellis, Kew Jaliens, Niklas Moisander, Ragnar Klavan (16. Nick Viergever); Pontus Wernbloom, Erik Falkenburg, Stijn Schaars; Brett Holman, Jonathas (76. Graziano Pellè), Johann Berg Gudmundsson (56. Maarten Martens)                  |
| Bijzonderheden: | |       | | |
| | |       | | |
| zondag 24 oktober 2010, 14:30 | AZ | 3 - 0 | Willem II | : - |
| AFAS Stadion, Alkmaar 16.248 toeschouwers Scheidsrechter: Reinold Wiedemeijer Speelronde 10 Eredivisie | Jonathas (pen) 11' Stijn Schaars 19' Maarten Martens 35' Brett Holman 55' Héctor Moreno 56'                                                                                       |       | | Opstelling AZ: Sergio Romero; Dirk Marcellis, Niklas Moisander, Héctor Moreno (76. Kew Jaliens), Ragnar Klavan; Pontus Wernbloom, Erik Falkenburg (65. Kolbeinn Sigthórsson), Stijn Schaars; Brett Holman, Jonathas, Maarten Martens (61. Johann Berg Gudmundsson)             |
| Bijzonderheden: | |       | | |
| | |       | | |
| woensdag 27 oktober 2010, 19:00 | De Graafschap | 2 - 1 | AZ | : - |
| De Vijverberg, Doetinchem 11.127 toeschouwers Scheidsrechter: Jack van Hulten Speelronde 11 Eredivisie | Rydell Poepon 54' Hugo Bargas 87' |       | '19 Héctor Moreno '29 Ragnar Klavan '49 Graziano Pellè                                                                | Opstelling AZ: Sergio Romero; Dirk Marcellis (87. Kolbeinn Sigthórsson), Niklas Moisander, Héctor Moreno (30. Kew Jaliens), Ragnar Klavan; Pontus Wernbloom, Erik Falkenburg, Stijn Schaars; Brett Holman, Jonathas (46. Graziano Pellè), Maarten Martens                      |
| Bijzonderheden: | |       | | |
| | |       | | |
| zondag 31 oktober 2010, 14:30 | AZ | 2 - 1 | Feyenoord | : - |
| AFAS Stadion, Alkmaar 16.576 toeschouwers Scheidsrechter: Danny Makkelie Speelronde 12 Eredivisie | Brett Holman 45' Graziano Pellè 61' Sergio Romero 90' |       | '69 Luc Castaignos '81 André Bahia '90 Luc Castaignos                                                                 | Opstelling AZ: Sergio Romero; Dirk Marcellis, Niklas Moisander, Héctor Moreno, Ragnar Klavan; Pontus Wernbloom, Erik Falkenburg (46. Rasmus Elm), Stijn Schaars; Brett Holman (87. Kolbeinn Sigthórsson), Jonathas (59. Graziano Pellè), Maarten Martens                       |
| Bijzonderheden: | |       | | |
| | |       | | |
| zondag 7 november 2010, 14:30 | SBV Vitesse | 1 - 1 | AZ | : - |
| GelreDome, Arnhem 18.183 toeschouwers Scheidsrechter: Jeroen Sanders Speelronde 13 Eredivisie | Julian Jenner 45' Slobodan Rajkovic 75' Nemanja Matic 78' Ismaïl Aissati 90' |       | '47 Graziano Pellè '75 Sergio Romero                                                                                  | Opstelling AZ: Sergio Romero; Dirk Marcellis, Niklas Moisander, Héctor Moreno, Ragnar Klavan; Rasmus Elm, Pontus Wernbloom, Stijn Schaars (71. Nick Viergever); Brett Holman (83. Kolbeinn Sigthórsson), Jonathas (36. Graziano Pellè), Maarten Martens                        |
| Bijzonderheden: | |       | | |
| | |       | | |
| zondag 14 november 2010, 14:30 | AZ | 2 - 0 | Ajax | : - |
| AFAS Stadion, Alkmaar 16.779 toeschouwers Scheidsrechter: Pieter Vink Speelronde 14 Eredivisie | Héctor Moreno 35' Graziano Pellè 40' Pontus Wernbloom 55' Stijn Schaars 57' Pontus Wernbloom 74' Kolbeinn Sigthórsson 77' Kolbeinn Sigthórsson 89'                                |       | '49 Luis Suárez '80 Mido '89 André Ooijer                                                                             | Opstelling AZ: Sergio Romero; Dirk Marcellis, Niklas Moisander, Héctor Moreno, Ragnar Klavan; Rasmus Elm, Pontus Wernbloom, Stijn Schaars; Brett Holman (72. Kolbeinn Sigthórsson), Graziano Pellè (90. Erik Falkenburg), Johann Berg Gudmundsson (22. Celso Ortíz)            |
| Bijzonderheden: | |       | | |
| | |       | | |
| zaterdag 20 november 2010, 19:45 | FC Twente | 1 - 2 | AZ | : - |
| Grolsch Veste, Enschede 23.800 toeschouwers Scheidsrechter: Ruud Bossen Speelronde 15 Eredivisie | Luuk de Jong 18' Douglas 31' Theo Janssen 90' |       | '32 Rasmus Elm '63 Celso Ortíz '77 Niklas Moisander '90 Stijn Schaars                                                 | Opstelling AZ: Sergio Romero; Dirk Marcellis, Kew Jaliens, Niklas Moisander, Ragnar Klavan; Rasmus Elm, Erik Falkenburg (46. Kolbeinn Sigthórsson), Stijn Schaars; Brett Holman (80. Charlison Benschop), Graziano Pellè, Maarten Martens (46. Celso Ortíz)                    |
| Bijzonderheden: | |       | | |
| | |       | | |
| zaterdag 27 november 2010, 18:45 | AZ | 2 - 2 | SC Heerenveen | : - |
| AFAS Stadion, Alkmaar 16.523 toeschouwers Scheidsrechter: Kevin Blom Speelronde 16 Eredivisie | Pontus Wernbloom 7' Pontus Wernbloom 67' Stijn Schaars 74' Kolbeinn Sigthórsson 90'                                                                                               |       | '51 Arnold Kruiswijk '53 Mika Väyrynen '81 Daryl Janmaat '88 Mika Väyrynen                                            | Opstelling AZ: Sergio Romero; Dirk Marcellis, Héctor Moreno, Nick Viergever (83. Charlison Benschop), Ragnar Klavan; Rasmus Elm, Pontus Wernbloom, Stijn Schaars; Brett Holman (69. Kolbeinn Sigthórsson), Graziano Pellè, Maarten Martens (74. Celso Ortíz)                   |
| Bijzonderheden: | |       | | |
| | |       | | |
| zondag 5 december 2010, 14:30 | ADO Den Haag | 0 - 2 | AZ | : - |
| Kyocera Stadion, Den Haag 11.732 toeschouwers Scheidsrechter: Bas Nijhuis Speelronde 17 Eredivisie | Pascal Bosschaart 40' Lex Immers 87' František Kubík 90' |       | '27 Dirk Marcellis '40 Rasmus Elm (pen) '51 Maarten Martens '90 Niklas Moisander                                      | Opstelling AZ: Sergio Romero; Dirk Marcellis (46. Kew Jaliens), Niklas Moisander, Héctor Moreno, Ragnar Klavan; Rasmus Elm, Pontus Wernbloom, Stijn Schaars; Brett Holman (61. Kolbeinn Sigthórsson), Graziano Pellè (80. Charlison Benschop), Maarten Martens                 |
| Bijzonderheden: | |       | | |
| | |       | | |
| zondag 12 december 2010, 14:30 | FC Groningen | 2 - 0 | AZ | : - |
| Euroborg, Groningen 22.292 toeschouwers Scheidsrechter: Kevin Blom Speelronde 18 Eredivisie | Tim Matavž 11' Danny Holla 63' Tim Sparv 90' Tim Matavž 90+3' |       | '16 Dirk Marcellis '60 Graziano Pellè '85 Héctor Moreno '89 Héctor Moreno                                             | Opstelling AZ: Sergio Romero; Dirk Marcellis, Niklas Moisander, Héctor Moreno, Nick Viergever (84. Simon Poulsen); Rasmus Elm (78. Kolbeinn Sigthórsson), Pontus Wernbloom, Stijn Schaars; Brett Holman, Graziano Pellè, Maarten Martens (77. Johann Berg Gudmundsson)         |
| Bijzonderheden: | |       | | |
| | |       | | |
| woensdag 19 januari 2011, 20:45 | AZ | 2 - 2 | N.E.C. | : - |
| AFAS Stadion, Alkmaar 16.019 toeschouwers Scheidsrechter: Ruud Bossen Speelronde 19 Eredivisie | Ragnar Klavan 21' Stijn Schaars 30' Erik Falkenburg 35' |       | '22 Björn Vleminckx '26 Niki Zimling '73 Nathaniel Will '77 Björn Vleminckx '80 Leroy George                          | Opstelling AZ: Sergio Romero; Dirk Marcellis, Kew Jaliens, Niklas Moisander, Ragnar Klavan; Rasmus Elm (83. Charlison Benschop), Erik Falkenburg, Stijn Schaars; Johann Berg Gudmundsson (86. Nick van der Velden), Kolbeinn Sigthórsson, Maarten Martens                      |
| Bijzonderheden: | |       | | |
| | |       | | |
| zaterdag 22 januari 2011, 18:45 | Heracles Almelo | 0 - 0 | AZ | : - |
| Polmanstadion, Almelo 8.456 toeschouwers Scheidsrechter: Eric Braamhaar Speelronde 20 Eredivisie | Darl Douglas 68' |       | '70 Dirk Marcellis | Opstelling AZ: Sergio Romero; Dirk Marcellis, Niklas Moisander, Héctor Moreno, Ragnar Klavan; Rasmus Elm, Erik Falkenburg (37. Celso Ortíz), Stijn Schaars; Johann Berg Gudmundsson (67. Charlison Benschop), Kolbeinn Sigthórsson, Maarten Martens (78. Nick van der Velden)  |
| Bijzonderheden: | |       | | |
| | |       | | |
| zaterdag 29 januari 2011, 19:45 | AZ | 6 - 1 | VVV-Venlo | : - |
| AFAS Stadion, Alkmaar 16.128 toeschouwers Scheidsrechter: Serdar Gözübüyük Speelronde 21 Eredivisie | Kolbeinn Sigthórsson 5' Rasmus Elm 12' Kolbeinn Sigthórsson 13' Kolbeinn Sigthórsson 26' Kolbeinn Sigthórsson 47' Johann Berg Gudmundsson 50' Kolbeinn Sigthórsson 69'            |       | '23 Balázs Tóth '37 Ahmed Musa                                                                                        | Opstelling AZ: Sergio Romero; Dirk Marcellis, Niklas Moisander (73. Nick Viergever), Héctor Moreno, Ragnar Klavan (46. Simon Poulsen); Rasmus Elm, Maarten Martens, Stijn Schaars; Charlison Benschop, Kolbeinn Sigthórsson, Johann Berg Gudmundsson (67. Celso Ortíz)         |
| Bijzonderheden: | |       | | |
| | |       | | |
| zaterdag 5 februari 2011, 19:45 | Excelsior Rotterdam | 2 - 1 | AZ | : - |
| AFAS Stadion, Alkmaar 3.540 toeschouwers Scheidsrechter: Danny Makkelie Speelronde 22 Eredivisie | Tim Vincken 65' Kaj Ramsteijn 76' Jordy Clasie 80' Edwin de Graaf 86' |       | '10 Kolbeinn Sigthórsson '65 Dirk Marcellis '90 Niklas Moisander                                                      | Opstelling AZ: Sergio Romero; Dirk Marcellis (80. Simon Poulsen), Niklas Moisander, Héctor Moreno, Ragnar Klavan; Rasmus Elm, Pontus Wernbloom (70. Graziano Pellè), Stijn Schaars; Johann Berg Gudmundsson (46. Charlison Benschop), Kolbeinn Sigthórsson, Maarten Martens    |
| Bijzonderheden: | |       | | |
| | |       | | |
| zaterdag 12 februari 2011, 20:45 | AZ | 0 - 4 | PSV | : - |
| AFAS Stadion, Alkmaar 16.851 toeschouwers Scheidsrechter: Bas Nijhuis Speelronde 23 Eredivisie | Kolbeinn Sigthórsson 61' Nick Viergever 77' |       | '8 Marcus Berg '20 Francisco Rodríguez '30 Balázs Dzsudzsák '77 Andreas Isaksson '66 Balázs Dzsudzsák '77 Marcus Berg | Opstelling AZ: Esteban; Simon Poulsen, Nick Viergever, Héctor Moreno, Ragnar Klavan; Rasmus Elm, Pontus Wernbloom, Stijn Schaars; Brett Holman (67. Johann Berg Gudmundsson), Kolbeinn Sigthórsson, Maarten Martens (80. Graziano Pellè)                                       |
| Bijzonderheden: | |       | | |
| | |       | | |
| zaterdag 19 februari 2011, 19:45 | SC Heerenveen | 0 - 2 | AZ | : - |
| Abe Lenstrastadion, Heerenveen 25.500 toeschouwers Scheidsrechter: Björn Kuipers Speelronde 24 Eredivisie                                                                                                  | Igor Djuric 1' Milan Kopic 66' |       | '30 Pontus Wernbloom '68 Héctor Moreno '74 Dirk Marcellis                                                             | Opstelling AZ: Esteban, Dirk Marcellis, Nick Viergever, Héctor Moreno, Simon Poulsen; Rasmus Elm, Pontus Wernbloom, Stijn Schaars; Charlison Benschop (76. Nick van der Velden), Kolbeinn Sigthórsson (88. Graziano Pellè), Johann Berg Gudmundsson (86. Celso Ortíz)          |
| Bijzonderheden: | |       | | |
| | |       | | |
| zondag 27 februari 2011, 14:30 | AZ | 2 - 1 | FC Twente | : - |
| AFAS Stadion, Alkmaar 16.782 toeschouwers Scheidsrechter: Ruud Bossen Speelronde 25 Eredivisie | Theo Janssen (e.d.) 26' Nick Viergever 63' Pontus Wernbloom 85' Pontus Wernbloom 90'                                                                                              |       | '43 Douglas '89 Luuk de Jong                                                                                          | Opstelling AZ: Esteban; Dirk Marcellis, Nick Viergever, Héctor Moreno, Ragnar Klavan; Rasmus Elm (58. Erik Falkenburg), Pontus Wernbloom, Stijn Schaars; Brett Holman (65. Simon Poulsen), Kolbeinn Sigthórsson, Johann Berg Gudmundsson (79. Celso Ortíz)                     |
| Bijzonderheden: | |       | | |
| | |       | | |
| woensdag 29 januari 2011, 20:45 | Ajax | 4 - 0 | AZ | : - |
| Amsterdam ArenA, Amsterdam 48.328 toeschouwers Scheidsrechter: Kevin Blom Speelronde 26 Eredivisie | Demy de Zeeuw 5' Siem de Jong 56' Lorenzo Ebecilio 58' Lorenzo Ebecilio 72' Vurnon Anita 89'                                                                                      |       | '13 Stijn Schaars '73 Graziano Pellè                                                                                  | Opstelling AZ: Esteban; Dirk Marcellis, Niklas Moisander, Héctor Moreno, Ragnar Klavan; Rasmus Elm (70. Graziano Pellè), Erik Falkenburg (75. Adam Maher), Stijn Schaars; Brett Holman (65. Charlison Benschop), Kolbeinn Sigthórsson, Johann Berg Gudmundsson                 |
| Bijzonderheden: | |       | | |
| | |       | | |
| zaterdag 12 maart 2011, 19:45 | Roda JC | 1 - 2 | AZ | : - |
| Parkstad Limburg Stadion, Kerkrade 14.290 toeschouwers Scheidsrechter: Jan Wegereef Speelronde 27 Eredivisie                                                                                               | Anouar Hadouir 72' Pa-Modou Kah 83' Morten Skoubo 87' Pa-Modou Kah 90' |       | '18 Ragnar Klavan '52 Kolbeinn Sigthórsson '57 Héctor Moreno '74 Maarten Martens                                      | Opstelling AZ: Esteban; Dirk Marcellis, Niklas Moisander, Héctor Moreno, Ragnar Klavan; Rasmus Elm, Pontus Wernbloom, Nick Viergever; Brett Holman, Kolbeinn Sigthórsson (79. Charlison Benschop), Johann Berg Gudmundsson (56. Maarten Martens)                               |
| Bijzonderheden: | |       | | |
| | |       | | |
| vrijdag 18 maart 2011, 20:45 | AZ | 3 - 1 | Vitesse | : - |
| AFAS Stadion, Alkmaar 16.492 toeschouwers Scheidsrechter: Serdar Gözübüyük Speelronde 28 Eredivisie | Pontus Wernbloom 63' Simon Poulsen 80' Maarten Martens 84' Pontus Wernbloom 85'                                                                                                   |       | '16 Martí Riverola '33 Michihiro Yasuda '44 Marco van Ginkel '50 Nemanja Matic                                        | Opstelling AZ: Esteban; Dirk Marcellis, Niklas Moisander, Nick Viergever, Ragnar Klavan (62. Simon Poulsen); Rasmus Elm, Pontus Wernbloom, Stijn Schaars; Brett Holman, Kolbeinn Sigthórsson, Johann Berg Gudmundsson (46. Maarten Martens)                                    |
| Bijzonderheden: | |       | | |
| | |       | | |
| zaterdag 2 april 2011, 20:45 | Feyenoord | 0 - 1 | AZ | : - |
| Stadion De Kuip, Rotterdam 47.500 toeschouwers Scheidsrechter: Pieter Vink Speelronde 29 Eredivisie | Gill Swerts 59' |       | '2 Brett Holman '44 Charlison Benschop '49 Stijn Schaars                                                              | Opstelling AZ: Sergio Romero; Dirk Marcellis, Niklas Moisander, Héctor Moreno, Ragnar Klavan (55. Simon Poulsen); Rasmus Elm, Pontus Wernbloom, Stijn Schaars; Brett Holman, Kolbeinn Sigthórsson (26. Charlison Benschop), Maarten Martens (60. Celso Ortíz)                  |
| Bijzonderheden: | |       | | |
| | |       | | |
| vrijdag 8 april 2011, 20:45 | AZ | 1 - 1 | NAC Breda | : - |
| AFAS Stadion, Alkmaar 16.513 toeschouwers Scheidsrechter: Tom van Sichem Speelronde 30 Eredivisie | Rasmus Elm (pen) 32' Brett Holman 38' Stijn Schaars 57' Rasmus Elm 69' |       | '13 Leonardo '31 Gábor Horváth '58 Donny Gorter (pen) '80 Matthew Amoah                                               | Opstelling AZ: Sergio Romero; Dirk Marcellis, Niklas Moisander, Héctor Moreno, Simon Poulsen; Rasmus Elm, Pontus Wernbloom, Stijn Schaars; Brett Holman (69. Graziano Pellè), Charlison Benschop (90. Nick van der Velden), Celso Ortíz                                        |
| Bijzonderheden: | |       | | |
| | |       | | |
| zaterdag 16 april 2011, 20:45 | AZ | 3 - 1 | ADO Den Haag | : - |
| AFAS Stadion, Alkmaar 16.811 toeschouwers Scheidsrechter: Eric Braamhaar Speelronde 31 Eredivisie | Kolbeinn Sigthórsson 44' Brett Holman 60' Niklas Moisander 68' Nick van der Velden 86'                                                                                            |       | '54 František Kubík '67 Timothy Derijck '90 Aleksander Radosavljevic                                                  | Opstelling AZ: Sergio Romero; Dirk Marcellis, Niklas Moisander, Héctor Moreno, Simon Poulsen (79. Giliano Wijnaldum); Rasmus Elm, Pontus Wernbloom, Nick Viergever; Charlison Benschop (83. Nick van der Velden), Kolbeinn Sigthórsson (78. Graziano Pellè), Brett Holman      |
| Bijzonderheden: | |       | | |
| | |       | | |
| zaterdag 23 april 2011, 18:45 | Willem II | 2 - 1 | AZ | : - |
| Koning Willem II Stadion, Tilburg 11.700 toeschouwers Scheidsrechter: Pol van Boekel Speelronde 32 Eredivisie                                                                                              | Andreas Lasnik 5' Evgeniy Levchenko 62' Maceo Rigters 77' |       | '30 Kolbeinn Sigthórsson '87 Héctor Moreno                                                                            | Opstelling AZ: Sergio Romero; Dirk Marcellis (51. Ragnar Klavan), Nick Viergever, Héctor Moreno, Simon Poulsen; Rasmus Elm (66. Graziano Pellè), Pontus Wernbloom, Stijn Schaars; Charlison Benschop (59. Johann Berg Gudmundsson), Kolbeinn Sigthórsson, Brett Holman         |
| Bijzonderheden: | |       | | |
| | |       | | |
| zondag 1 mei 2011, 14:30 | AZ | 5 - 1 | De Graafschap | : - |
| AFAS Stadion, Alkmaar 16.585 toeschouwers Scheidsrechter: Ed Janssen Speelronde 33 Eredivisie | Kolbeinn Sigthórsson 17' Stijn Schaars 38' Nick Viergever 40' Brett Holman 45' Kolbeinn Sigthórsson 52' Graziano Pellè 66' Graziano Pellè 72' Ragnar Klavan 74' Simon Poulsen 86' |       | '17 Boy Waterman '43 Ties Evers '84 Peter Jungschläger                                                                | Opstelling AZ: Sergio Romero; Simon Poulsen, Niklas Moisander, Nick Viergever, Ragnar Klavan; Rasmus Elm (68. Erik Falkenburg), Pontus Wernbloom, Stijn Schaars; Charlison Benschop (77. Maarten Martens), Kolbeinn Sigthórsson (64. Graziano Pellè), Brett Holman             |
| Bijzonderheden: | |       | | |
| | |       | | |
| zondag 15 mei 2011, 14:30 | FC Utrecht | 5 - 1 | AZ | : - |
| De Galgenwaard, Utrecht 22.500 toeschouwers Scheidsrechter: Björn Kuipers Speelronde 34 Eredivisie | Dries Mertens 10' Dries Mertens 12' Frank Demouge 63' Ricky van Wolfswinkel 83' Dries Mertens 85' Dries Mertens 85' Ricky van Wolfswinkel 87'                                     |       | '15 Pontus Wernbloom '65 Maarten Martens '74 Rasmus Elm '90 Nick Viergever                                            | Opstelling AZ: Sergio Romero; Dirk Marcellis (79. Graziano Pellè), Niklas Moisander, Nick Viergever, Simon Poulsen; Rasmus Elm, Pontus Wernbloom (46. Maarten Martens), Stijn Schaars; Charlison Benschop (72. Nick van der Velden), Kolbeinn Sigthórsson, Brett Holman        |
| Bijzonderheden: | |       | | |
| | |       | | |

#### Positie op de ranglijst
| 9 |

| 13 |

| 16 |

| 14 |

| 15 |

| 14 |

| 11 |

| 8 |

| 7 |

| 6 |

| 7 |

| 7 |

| 6 |

| 6 |

| 5 |

| 5 |

| 5 |

| 6 |

| 5 |

| 6 |

| 5 |

| 6 |

| 6 |

| 6 |

| 5 |

| 6 |

| 4 |

| 4 |

| 4 |

| 5 |

| 4 |

| 4 |

| 4 |

| 4 |

### KNVB beker

#### Derde ronde
| |                                                              |       |                                                                                     | |
| 22 september 2010, 20:00                                                                               | FC Den Bosch                                                 | 2 - 3 | AZ                                                                                  | : Schaars |
| Stadion De Vliert, 's-Hertogenbosch 4.656 toeschouwers Scheidsrechter: Liesveld Derde Ronde KNVB Beker | Verbeek 10' Peters 24' Verhoek 35' Verhoek 43' Scheimann 54' |       | '32 Jonathas '34 Gudmundsson '50 Jonathas '60 Gudmundsson '79 Jaliens '88 Moisander | Opstelling AZ: Sergio Romero; Dirk Marcellis, Kew Jaliens, Niklas Moisander, Ragnar Klavan; Pontus Wernbloom (46. Erik Falkenburg), Rasmus Elm, Stijn Schaars; Johann Berg Gudmundsson (64. Nick van der Velden), Jonathas, Kolbeinn Sigthórsson (70. Celso Ortíz) |
| Bijzonderheden:                                                                                        |                                                              |       |                                                                                     | |
| |                                                              |       |                                                                                     | |

#### Vierde ronde
|                                                                                             |                                                                  |       |                       | |
| 10 november 2010, 20:00                                                                     | AZ                                                               | 3 - 0 | FC Eindhoven          | : Schaars |
| AFAS Stadion, Alkmaar 6.523 toeschouwers Scheidsrechter: Van Sichem Vierde Ronde KNVB Beker | Elm 10' Wernbloom 48' Klavan 90' Moisander Gudmundsson Wernbloom |       | Van der Rijt Vanbelle | Opstelling AZ: Sergio Romero; Dirk Marcellis (57. Gill Swerts), Kew Jaliens, Niklas Moisander, Ragnar Klavan; Rasmus Elm (68. Erik Falkenburg), Pontus Wernbloom, Stijn Schaars; Brett Holman, Graziano Pellè, Maarten Martens (29. Johann Berg Gudmundsson) |
| Bijzonderheden:                                                                             |                                                                  |       |                       | |
|                                                                                             |                                                                  |       |                       | |

#### Achtste finale
|                                                                                                  |                              |       |                                                     | |
| 23 december 2010, 20:45                                                                          | Ajax                         | 1 - 0 | AZ                                                  | : Jaliens |
| Amsterdam ArenA, Amsterdam 29.539 toeschouwers Scheidsrechter: Janssen Achtste finale KNVB Beker | Vertonghen 39' Sulejmani 43' |       | '58 Maher '72 Wernbloom '79 Martens '90 Sigthórsson | Opstelling AZ: Sergio Romero; Dirk Marcellis (78. Charlison Benschop), Kew Jaliens, Niklas Moisander, Ragnar Klavan; Pontus Wernbloom, Erik Falkenburg (46. Adam Maher), Rasmus Elm; Brett Holman (73. Kolbeinn Sigthórsson), Graziano Pellè, Maarten Martens |
| Bijzonderheden:                                                                                  |                              |       |                                                     | |
|                                                                                                  |                              |       |                                                     | |

### Europa League

#### Kwalificatie

##### Derde kwalificatieronde
| |                                      |       |                          | |
| 29 juli 2010, 20:45 | AZ                                   | 2 - 0 | IFK Göteborg             | : Jaliens |
| AZ Stadion, Alkmaar 11.563 toeschouwers Scheidsrechter: Vitienes 3e kwalificatieronde Europa League | Klavan 52' Gudmundsson 55' Wernbloom |       | Hysén Lund Bjarnason     | Opstelling AZ: Joey Didulica; Dirk Marcellis (65. Gill Swerts), Kew Jaliens, Niklas Moisander, Ragnar Klavan; Pontus Wernbloom, Nick Viergever (71. Celso Ortíz), Maarten Martens; Charlison Benschop (46. Nick van der Velden), Erik Falkenburg, Johann Berg Gudmundsson |
| Bijzonderheden: - Gudmundsson maakte tijdens zijn officiële debuut zijn eerste doelpunt in dienst van AZ. - Benschop maakte zijn officiële debuut voor AZ. - Falkenburg maakte zijn officiële debuut voor AZ. - Viergever maakte zijn officiële debuut voor AZ. - Klavan maakte zijn eerste doelpunt in dienst van AZ. |                                      |       |                          | |
| |                                      |       |                          | |
| 5 augustus 2010, 19:00 | IFK Göteborg                         | 1 - 0 | AZ                       | : Jaliens |
| Gamla Ullevi Stadion, Göteborg 10.115 toeschouwers Scheidsrechter: Circhetta 3e kwalificatieronde (return) Europa League | Selakovic 67' Selakovic 76'          |       | '72 Didulica '90 Jaliens | Opstelling AZ: Joey Didulica; Dirk Marcellis, Kew Jaliens, Niklas Moisander, Ragnar Klavan; Pontus Wernbloom, Celso Ortíz, Maarten Martens; Nick van der Velden (66. Brett Holman), Erik Falkenburg (75. Kolbeinn Sigthórsson), Johann Berg Gudmundsson                   |
| Bijzonderheden: - Sigthórsson maakte zijn officiële debuut voor AZ. |                                      |       |                          | |
| |                                      |       |                          | |

##### Play-offronde
| |                                                                          |       |                             | |
| 19 augustus 2010, 21:00                                                                                      | AZ                                                                       | 2 - 0 | FC Aktobe                   | : Schaars |
| AZ Stadion, Alkmaar 10.385 toeschouwers Scheidsrechter: Yefet Play-offronde Europa League                    | Holman 20' Marcellis 23' Wernbloom 27' Moisander 80'                     |       | '42 Khokhlov '90 Karpovich  | Opstelling AZ: Joey Didulica; Dirk Marcellis, Niklas Moisander, Héctor Moreno, Ragnar Klavan; Pontus Wernbloom, Stijn Schaars, Maarten Martens (84. Celso Ortíz); Brett Holman (77. Nick van der Velden), Erik Falkenburg (72. Kolbeinn Sigthórsson), Johann Berg Gudmundsson |
| Bijzonderheden:                                                                                              |                                                                          |       |                             | |
| |                                                                          |       |                             | |
| 26 augustus 2010                                                                                             | FC Aktobe                                                                | 2 - 1 | AZ                          | : Schaars |
| Tsentralny Stadion, Aqtöbe 10.251 toeschouwers Scheidsrechter: Kulbakov Play-offronde (return) Europa League | Chichulin 19' Essomba 45' Karpovich 61' Tleshev 67' Bono 75' Tleshev 89' |       | '11 Wernbloom '15 Moisander | Opstelling AZ: Joey Didulica; Dirk Marcellis, Niklas Moisander, Héctor Moreno, Ragnar Klavan, Pontus Wernbloom, Stijn Schaars, Brett Holman (86. Celso Ortíz), Maarten Martens, Erik Falkenburg (61. Jonathas), Johann Berg Gudmundsson (67. Kolbein Sigthórsson)             |
| Bijzonderheden: - Er waren van deze wedstrijd geen televisiebeelden beschikbaar                              |                                                                          |       |                             | |
| |                                                                          |       |                             | |

#### Groepsfase
| | |       |                                                          | |
| 16 september 2010, 19:00 | AZ | 2 - 1 | FC Sheriff Tiraspol                                      | : Schaars |
| AFAS Stadion, Alkmaar 10.624 toeschouwers Scheidsrechter: Asumaa Groepsfase Europa League                                               | Gudmundsson 14' Jaliens 83'                                                                            |       | '68 Moreno (e.d.) '41 Adamovic '58 Erokhin '62 Samardzic | Opstelling AZ: Joey Didulica; Dirk Marcellis, Kew Jaliens, Héctor Moreno, Ragnar Klavan (46. Simon Poulsen); Pontus Wernbloom, Rasmus Elm, Stijn Schaars; Johann Berg Gudmundsson (77. Kolbeinn Sigthórsson), Erik Falkenburg (61. Jonathas), Maarten Martens               |
| Bijzonderheden: | |       |                                                          | |
| | |       |                                                          | |
| 30 september 2010, 21:05 | FK BATE Borisov                                                                                        | 4 - 1 | AZ                                                       | : Schaars |
| Haradski Stadion, Barysaw 13.000 toeschouwers Scheidsrechter: Trattou Groepsfase Europa League                                          | Rodionov 5' Sosnovski 40' Kontsevoi 49' Radkov 58' Bressan (pen.) 77' Olekhnovich 83' Rodionov 90'     |       | '18 Romero '89 Sigthórsson                               | Opstelling AZ: Sergio Romero; Dirk Marcellis, Niklas Moisander (84. Kew Jaliens), Héctor Moreno, Ragnar Klavan; Pontus Wernbloom (78. Nick van der Velden), Rasmus Elm, Stijn Schaars; Johann Berg Gudmundsson (68. Brett Holman), Jonathas, Kolbeinn Sigthórsson           |
| Bijzonderheden: - In de 18de minuut miste Kontsevoi namens BATE een strafschop. - In de 58ste minuut deed Jonathas namens AZ hetzelfde. | |       |                                                          | |
| | |       |                                                          | |
| 21 oktober 2010, 21:05 | AZ | 1 - 2 | FC Dynamo Kiev                                           | : Schaars |
| AFAS Stadion, Alkmaar 12.338 toeschouwers Scheidsrechter: McDonald Groepsfase Europa League                                             | Moisander 6' Wernbloom 22' Falkenburg 35' Viergever 67' Schaars 67' Van der velden 82' Moisander 90+4' |       | '16 Milevskiy '39 Khacheridi '87 Eremenko                | Opstelling AZ: Sergio Romero; Dirk Marcellis, Niklas Moisander, Héctor Moreno, Nick Viergever; Pontus Wernbloom, Erik Falkenburg (81. Nick van der Velden), Stijn Schaars; Brett Holman (68. Kolbeinn Sigthórsson), Jonathas, Maarten Martens (77. Johann Berg Gudmundsson) |
| Bijzonderheden: | |       |                                                          | |
| | |       |                                                          | |
| 4 november 2010, 19:00 | FC Dynamo Kiev                                                                                         | 2 - 0 | AZ                                                       | : Schaars |
| Valeri Lobanovskystadion, Kiev 15.900 toeschouwers Scheidsrechter: Berntsen Groepsfase Europa League                                    | Milevskiy 47' Milevskiy 61' Zozulya 90' Khacheridi 90'                                                 |       | '90 Sigthórsson                                          | Opstelling AZ: Sergio Romero; Dirk Marcellis, Kew Jaliens, Héctor Moreno, Ragnar Klavan; Pontus Wernbloom, Stijn Schaars, Rasmus Elm (73. Erik Falkenburg); Brett Holman, Jonathas (72. Kolbeinn Sigthórsson), Maarten Martens (72. Johann Berg Gudmundsson)                |
| Bijzonderheden: | |       |                                                          | |
| | |       |                                                          | |
| 2 december 2010, 21:05 | FC Sheriff Tiraspol                                                                                    | 1 - 1 | AZ                                                       | : Schaars |
| Sheriff Stadion, Tiraspol 3.500 toeschouwers Scheidsrechter: Zimmermann Groepsfase Europa League                                        | Rouamba 33' Rouamba 54'                                                                                |       | '17 Holman                                               | Opstelling AZ: Sergio Romero; Dirk Marcellis, Niklas Moisander, Héctor Moreno (71. Kew Jaliens), Ragnar Klavan; Rasmus Elm (75. Erik Falkenburg), Pontus Wernbloom, Stijn Schaars; Brett Holman, Kolbeinn Sigthórsson, Maarten Martens (64. Celso Ortíz)                    |
| Bijzonderheden: | |       |                                                          | |
| | |       |                                                          | |
| 15 december 2010, 19:00 | AZ | 3 - 0 | FK BATE Borisov                                          | : Schaars |
| AFAS Stadion, Alkmaar 13.852 toeschouwers Scheidsrechter: Deaconu Groepsfase Europa League                                              | Sigthórsson 7' Viergever 25' Wernbloom 60' Schaars 76' Sigthórsson 84' Maher 86'                       |       | '45 Sosnovski '81 Likhtarovich                           | Opstelling AZ: Sergio Romero; Kew Jaliens, Niklas Moisander, Héctor Moreno, Nick Viergever (62. Simon Poulsen); Pontus Wernbloom (71. Adam Maher), Erik Falkenburg, Stijn Schaars; Brett Holman, Kolbeinn Sigthórsson, Maarten Martens (46. Johann Berg Gudmundsson)        |
| Bijzonderheden: - Jeugdexponent Maher maakte tijdens zijn officiële debuut zijn eerste doelpunt in dienst van AZ.                       | |       |                                                          | |
| | |       |                                                          | |

##### Eindstand Groep E
| #  | Club                | GS | W | G | V | DV | DT | DS | P  |
| -- | ------------------- | -- | - | - | - | -- | -- | -- | -- |
| 1. | FC Dynamo Kiev      | 6  | 3 | 2 | 1 | 10 | 6  | +4 | 11 |
| 2. | FK BATE Borisov     | 6  | 3 | 1 | 2 | 11 | 11 | 0  | 10 |
| 3. | AZ                  | 6  | 2 | 1 | 3 | 8  | 10 | −2 | 7  |
| 4. | FC Sheriff Tiraspol | 6  | 1 | 2 | 3 | 5  | 7  | −2 | 5  |

- De nummers 1 en 2 kwalificeren zich voor de knock-outfase van de UEFA Europa League.

## Individuele statistieken

### Doelpunten
| Speler                  | Eredivisie | KNVB Beker | UEFA EL | Totaal | Vrds. |
| ----------------------- | ---------- | ---------- | ------- | ------ | ----- |
| Kolbeinn Sigthórsson    | 15         |            | 3       | 18     |       |
| Pontus Wernbloom        | 4          | 1          | 2       | 7      |       |
| Graziano Pellè          | 6          |            |         | 6      |       |
| Maarten Martens         | 6          |            |         | 6      |       |
| Brett Holman            | 4          |            | 2       | 6      |       |
| Rasmus Elm              | 5          | 1          |         | 6      |       |
| Jonathas                | 3          | 2          |         | 5      |       |
| Erik Falkenburg         | 4          |            | 1       | 5      |       |
| Johann Berg Gudmundsson | 1          | 1          | 2       | 4      |       |
| Ragnar Klavan           |            | 1          | 1       | 2      |       |
| Adam Maher              |            |            | 1       | 1      |       |
| Stijn Schaars           | 1          |            |         | 1      |       |
| Nick van der Velden     | 1          |            |         | 1      |       |
| Charlison Benschop      | 1          |            |         | 1      |       |
| Simon Poulsen           | 1          |            |         | 1      |       |
| Héctor Moreno           | 1          |            |         | 1      |       |
| Kew Jaliens             |            |            | 1       | 1      |       |
| Celso Ortíz             | 1          |            |         | 1      |       |